# Централизованная библиотечная система города Ярославля
Централизованная библиотечная система города Ярославля (ЦБС г. Ярославля) — муниципальное учреждение культуры города Ярославля, объединяющее Центральную библиотеку имени М. Ю. Лермонтова и 15 библиотек-филиалов, старейшая из которых основана в 1886 году.

## История
Создана в 1976 году решением исполнительного комитета Ярославского городского Совета депутатов трудящихся «О централизации городских государственных массовых библиотек» № 422 от 23.06.1976, объединив 14 библиотекам-филиалов и Центральную библиотеку им. М. Ю. Лермонтова. В 1976—1980 годах были сформированы единый фонд и алфавитный каталог. В 1982 году создан первый в городе клуб на базе библиотек — клуб любителей литературы и искусства «Калейдоскоп» в филиале № 6 Дзержинского района. В 1984 году при ЦБ им. М. Ю. Лермонтова работала литературная гостиная пушкинской поры. В 1987 году прошли первые «Субботние встречи» в Лермонтовской библиотеке, проводящиеся поныне. В 1987 году воссоздана БФ № 15 Дзержинского района. Переезды: 1978 год — ЦБ им. М. Ю. Лермонтова; 1983 год — БФ № 12 им. А. П. Чехова Фрунзенского района; 1986 год — БФ № 1 Дзержинского района; 1987 год — БФ № 8 Дзержинского района; 1988 год — БФ № 14 им. В. В. Маяковского Заволжского района.
В 1993 году в связи с аварийным состоянием помещения закрыта БФ № 11 им. М. Горького во Фрунзенском районе, книжный фонд передан средней школе № 16. В 1993 году ЦБ им. М. Ю. Лермонтова приняла участие в создании корпоративного электронного каталога в программе MARC, на 18 августа 2007 года его объём составлял 63423 названий документов. В 1994 году закрыта БФ № 7 в Заволжском районе, книжный фонд передан БФ № 14. В этом же году в систему вошла профсоюзная библиотека Ярославского радиозавода как БФ № 7. В 1995 году на базе БФ организованы общественные информационные центры мэрии города Ярославля. В этом же году в систему вошла профсоюзная библиотека Ярославского комбината технических тканей «Красный Перекоп» как БФ № 16 и профсоюзная библиотека Ярославского шинного завода как БФ № 17. В 1996 году закрыты БФ № 5 во Фрунзенском районе, книжный фонд передан БФ № 12, и БФ № 9 им. Н. А. Островского, книжный фонд передан БФ № 14. В этом же году прошёл первый конкурс профессионального мастерства библиотечных работников. В 1997 году в систему вошла профсоюзная библиотека завода «Резинотехника» как БФ № 18. В 1998 году БФ № 8 стала победителем Всероссийского смотра-конкурса библиотек по экологическому просвещению населения. В этом же году в БФ № 10 им. Н. А. Некрасова прошли краеведческие чтения, посвящённые 100-летию со дня основания Первой народной бесплатной библиотеки в Ярославле. В 1999 году БФ № 15 победила в конкурсе Института «Открытое общество» в программе «Культура» мегапроекта «Пушкинская библиотека». В этом же году начат выпуск «Календаря знаменательных дат» по Ярославлю.
В 2000 году ЦБС перешла на казначейскую систему финансирования с образованием самостоятельного юридического лица. В этом же году прошли ставшие традиционными Лермонтовские чтения. В 2001 год БФ № 13 им. Ф. М. Достоевского переехала в ДК «Судостроитель», объединившись с профсоюзной библиотекой Ярославского судостроительного завода. В 2002 году в систему вошла библиотека культурного центра «Автодизель» как БФ № 19, в следующем году она была открыта после капитального ремонта. В 2003 году в систему вошла библиотека дворца культуры «Нефтяник» как БФ № 11. В 2004 году после капитального ремонта открыта БФ № 6, в 2006 году — БФ № 8.
Главы
- 1976—1997 Галина Андреевна Валяева, Заслуженный работник культуры РСФСР (1989)
- 1997—2000 Юрий Сергеевич Орлов, Заслуженный работник культуры РФ
- 2000- Ахметдинова Светлана Юрьевна

## Библиотеки
- Центральная библиотека имени М. Ю. Лермонтова (Кировский район, проспект Толбухина, 11). Основана в 1955 году. Имя писателя М. Ю. Лермонтова присвоено в 1956 году. С 1964 года центральная городская библиотека. С 1976 года возглавляет Централизованную библиотечную систему Ярославля. В фонде 330 тысяч экземпляров книг, выписывается более 350 журналов и газет. Около 20 тысяч постоянных читателей.
- Библиотека-филиал № 1 (жилой район Суздалка Фрунзенского района, Суздальское шоссе, 1). Основана в ноябре 1930 года.
- Библиотека-филиал № 2 (жилой район Пятёрка Ленинского района, улица Р. Люксембург, 28/40). Основана в 1951 году. Библиотечный фонд составляет более 23 тысяч экземпляров, более 2 тысяч постоянных читателей, более 15 тысяч посещений в год.
- Библиотека-филиал № 4 (жилой район Пятёрка Ленинского района, улица Чкалова, 51). Основана в 1953 году. Библиотечный фонд составляет более 56 тысяч экземпляров, более 1 тысячи постоянных читателей, более 12 тысяч посещений в год.
- Библиотека-филиал № 6 имени Л. Н. Трефолева (жилой район Брагино Дзержинского района, улица Пионерская, 1). Основана в 1966 году. Более 15 лет здесь работал клуб любителей литературы и искусства «Калейдоскоп». Имя ярославского поэта Л. Н. Трефолева присвоено в 1988 году, библиотека занимается сохранением и популяризацией его творчества. Библиотечный фонд составляет более 102 тысяч экземпляров, более 8 тысяч постоянных читателей, более 53 тысяч посещений в год.
- Библиотека-филиал № 7 (жилой район Липовая Гора Фрунзенского района, улица Пирогова, 22). Основана как профсоюзная библиотека Ярославского радиозавода. В составе ЦБС с 1994 года. Библиотечный фонд составляет около 40 тысяч экземпляров, более 3 тысяч постоянных читателей, около 9 тысяч посещений в год.
- Библиотека-филиал № 8 (жилой район Брагино Дзержинского района, улица Труфанова, 17-2). Основана в 1975 году. В 1987 году переехала в новое здание. В 1996 году открыта кафедра экологического просвещения. Сотрудниками библиотеки изучена жизнь и деятельность уроженца Ярославля биолога Т. А. Работнова, ежегодно проводятся вечера памяти ярославского поэта-фронтовика П. П. Голосова. Библиотечный фонд составляет более 54 тысяч экземпляров, более 5 тысяч постоянных читателей, более 25 тысяч посещений в год.
- Юношеская библиотека-филиал № 10 имени Н. А. Некрасова (Кировский район, улица Вольная, 3). Первая бесплатная народная библиотека Ярославля была основана 17 октября 1899 года по инициативе и на средства Общества содействия народному образованию. Располагалась она в предоставленном бесплатно помещении в Доходном доме ярославского купца и мецената Н. П. Пастухова на Рождественской улице. Её первыми директорами были С. Н. Садыков (1899—1900) и П. А. Критский (1900—1904). В начале 1901 года библиотека получила имя связанного с Ярославлем поэта Н. А. Некрасова, художник Д. Н. Кардовский подарил библиотеке портрет литератора. У библиотеки не было собственного помещения, пока невестка Н. А. Некрасова Наталья Павловна Некрасова не внесла на строительство библиотечного дома 19 тысяч рублей. Библиотека располагалась в выстроенном по проекту архитектора Г. В. Саренко здании (ныне улица Свободы, 73) до 1941 года, после чего поменяла несколько адресов, пока в мае 1974 года не остановилась в современном здании. В 1978 году стала юношеской. Библиотечный фонд составляет более 64 тысяч экземпляров, более 5 тысяч постоянных читателей, более 30 тысяч посещений в год.
- Библиотека-филиал № 11 имени Г. С. Лебедева (жилой район Нефтестрой Красноперекопского района, Московский проспект, 92). Основана в 1967 году как библиотека Дворца культуры «Нефтяник». В составе ЦБС с 2003 года. С 26 февраля 2010 года носит имя уроженца Ярославля, основателя русской индологии Г. С. Лебедева, в библиотеке оформлена выставка, посвящённая его жизни и трудам. Библиотечный фонд составляет более 44 тысяч экземпляров, более 3 тысяч постоянных читателей, более 19 тысяч посещения в год.
- Библиотека-филиал № 12 имени А. П. Чехова (жилой район Суздалка Фрунзенского района, улица Слепнёва, 14). Златоусто-Коровницкая бесплатная народная библиотека основана 25 января (7 февраля) 1903 года при церкви Иоанна Златоуста в Коровницкой слободе на деньги купца Николая Константиновича Андронова. В 1918 году библиотека получила имя писателя А. П. Чехова (кстати, внук купца Андронова был племянником А. П. Чехова). С 2000 года проводится цикл Чеховских вечеров под заглавием «Письма Чехова читая…» Весной 2007 года около библиотеки посажен вишнёвый сад. Библиотечный фонд составляет более 52 тысяч экземпляров, более 6 тысяч постоянных читателей, более 37 тысяч посещений в год.
- Библиотека-филиал № 13 имени Ф. М. Достоевского (посёлок Дядьково Фрунзенского района, улица Театральная, 22). Основана в 1902 году. В 2001 году переехала с улицы Балтийской в ДК «Судостроитель», объединившись с бывшей библиотекой профкома Судостроительного завода. Библиотечный фонд составляет более 66 тысяч экземпляров, более 5 тысяч постоянных читателей, более 35 тысяч посещений в год.
- Библиотека-филиал № 14 имени В. В. Маяковского (центральная часть Заволжского района, проспект Машиностроителей, 4). Основана в 1938 году. Размещалась в подвале бывшего дома купца Белозерова на Тверицкой набережной. Имя поэта В. В. Маяковского носит с 1953 года. В 1988 году переехала в современное здание. В декабре 1993 года открыта как культурный центр Заволжского района. Библиотечный фонд составляет более 140 тысяч экземпляров, более 10 тысяч постоянных читателей, около 60 тысяч посещения в год.
- Библиотека-филиал № 15 имени М. С. Петровых (жилой район Брагино Дзержинского района, Ленинградский проспект, 117-2). Основана в 1987 году. С 2000 года библиотека также имеет статус краеведческого музея и название «Наше наследие». Краеведческие экспозиции посвящённые русской избе, храмам Дзержинского района, Норской мануфактуре, уроженцам посёлка Норское Дзержинского района — художнику Г. И. Угрюмову, поэтессе М. С. Петровых, санитарному врачу Г. И. Курочкину. Библиотечный фонд составляет более 63 тысяч экземпляров, более 8 тысяч постоянных читателей, более 40 тысяч посещения в год.
- Библиотека-филиал № 16 имени А. С. Пушкина (посёлок Красный Перекоп Красноперекопского района, улица Стачек, 57). Основана в 1886 году как библиотека-читальня для служащих Ярославской Большой мануфактуры (после революции — фабрика «Красный Перекоп»). В системе с 1995 года. Библиотечный фонд составляет более 106 тысяч экземпляров, более 5 тысяч постоянных читателей, более 32 тысяч посещений в год.
- Библиотека-филиал № 18 (посёлок Резинотехника Заволжского района, улица Спартаковская, 17). Основана в 1943 году как профсоюзная библиотека завода «Резинотехника». В составе ЦБС с 1997 года. С 2001 года развивается как «Библиотека семейного чтения». Библиотечный фонд составляет более 55 тысяч экземпляров, более 5 тысяч постоянных читателей, около 35 тысяч посещения в год.
- Библиотека-филиал № 19 (Ленинский район, проспект Ленина, 24а). Основана в 1919 году как библиотека-читальня Ярославского авторемонтного завода (ныне Ярославский моторный завод «Автодизель»). Была базовой областной профсоюзной библиотекой, руководившей работой 61 профсоюзной библиотеки города и 120 библиотек области. С 1965 года располагается во Дворце культуры моторостроителей (ныне ДК им. А. М. Добрынина). С 3 января 2002 года в системе городских библиотек. Более 5 тысяч постоянных читателей, более 37 тысяч посещений в год.